# Орвид, Георгий Антонович
Гео́ргий Анто́нович О́рвид (25 ноября [8 декабря] 1904, Вознесенск Херсонской губернии — 17 июня 1980, Москва) — советский трубач, профессор Московской консерватории (1941), народный артист РСФСР (1972).

## Биография
В 1925 году Орвид поступил в Московскую консерваторию (класс профессора Михаила Табакова) и окончил её в 1930 году. В том же году становится солистом оркестра Большого театра, спустя четыре года получает приглашение в оркестр Гостелерадио, а в 1936 — в только что созданный Государственный академический симфонический оркестр СССР. В эти же годы Орвид занимается преподавательской деятельностью в музыкальном училище имени Гнесиных и пишет первый вариант своей «Школы игры на трубе», в дальнейшем неоднократно переиздававшейся.
Во время войны Орвид принимал участие в боях, был награждён боевыми орденами и медалями. После окончания войны был назначен начальником Главного управления музыкальных учреждений Комитета по делам искусств при Совете Министров СССР. С 1948 года — заместитель директора Московской консерватории по научной и учебной работе, c октября 1955 года член коллегии министерства культуры СССР. С апреля 1956 года по июль 1957 года - заместитель министра культуры СССР по вопросам культурных связей с зарубежными странами. В 1958 году входил в состав оргкомитета Первого Международного конкурса имени Чайковского. С 1959 по 1961 год возглавлял Большой театр. Заслуженный деятель искусств РСФСР (1966), народный артист РСФСР (1972).
Похоронен на Новодевичьем кладбище вместе с женой — народной артисткой СССР  Надеждой Сергеевной Надеждиной (Бруштейн). 

## Репертуар
Репертуар Орвида включал в себя как классические сочинения для трубы, так и собственные переложения. В 1960-е годы он стал первым исполнителем в СССР неизвестных до того произведений западных современных композиторов — Пауля Хиндемита, Артюра Онеггера, Богуслава Мартину и других, а также ряда сочинений авторов эпохи барокко и раннего классицизма, до того также редко исполнявшихся.
Тимофей Докшицер говорил об Орвиде:
Он был смелый, дерзновенный первооткрыватель, познакомивший нас с целым рядом неизвестных сочинений, иногда сложных до непризнания их на первых порах, а теперь вошедших в репертуар трубачей. Причем Орвид не считался с риском быть непонятым или раскритикованным. Его убеждения, вера в автора, в его сочинение, за которое он брался, были выше его риска.
Георгию Орвиду посвящён ряд сочинений современных композиторов, в том числе соната для трубы и фортепиано Владислава Агафонникова.

## Педагогическая деятельность
За годы работы в училище имени Гнесиных и Московской консерватории Орвид подготовил большое количество высококлассных трубачей, ставших впоследствии концертирующими музыкантами, солистами оркестров, преподавателями. Помимо собственной «Школы игры на трубе» он редактировал новое издание «Школы для корнет-а-пистона» Жана Батиста Арбана, подготовил ряд сборников пьес для трубы, выступал с докладами по вопросам методики обучения игре на инструменте, вёл активную исследовательскую работу.